# Teatro della crudeltà
Il teatro della crudeltà (in francese Théâtre de la Cruauté) è una forma di teatro ideata da Antonin Artaud nei primi trent'anni del Novecento e descritta nel Primo manifesto del teatro della crudeltà del 1932 e poi nell'opera Il teatro e il suo doppio. Col termine crudeltà non si fa riferimento al sadismo o al dolore, ma al sacrificio di qualunque elemento non concordante al fine della rappresentazione.

## Storia
Artaud riteneva che il testo avesse finito con l'esercitare una tirannia sullo spettacolo, e in sua vece spingeva per un teatro integrale, che comprendesse e mettesse sullo stesso piano tutte le forme di linguaggio, fondendo gesto, movimento, immagine e parola. Fu fonte di ispirazione per coloro che giunsero in seguito, come per esempio le esperienze del Living Theatre e di Jerzy Grotowski e del terzo teatro. Scrisse che:
(Antonin Artaud)
In un manifesto apparso sulla Nouvelle Revue Française dell'ottobre 1932, afferma che "non si può continuare a prostituire l'idea di teatro, poiché il suo valore risiede esclusivamente in un rapporto magico e atroce con la realtà e con il pericolo". Spezzando la subalternità del teatro al testo, dovrebbe creare "una metafisica della parola, del gesto e dell'espressione, al fine di strapparlo alle pastoie psicologiche e sentimentali".
Rifiutando la priorità occidentale del teatro di parola, con il teatro della crudeltà, Artaud cercava – anche grazie allo stimolo di interlocutori come René Daumal, Jean Paulhan, André Rolland de Renéville (1903-1962), con i quali scambiò lettere e opinioni – di sovvertire lo spettacolo inteso come risultato estetico o comunicativo, verso una verità totale, contrapponendo agli attori gli agiti, non più interpreti di personaggi, ma ministri di forze, come sciamani, disinteressati all'arte e alla rappresentazione, verso un teatro che sia in tutto e per tutto azione.